# Rautalampi

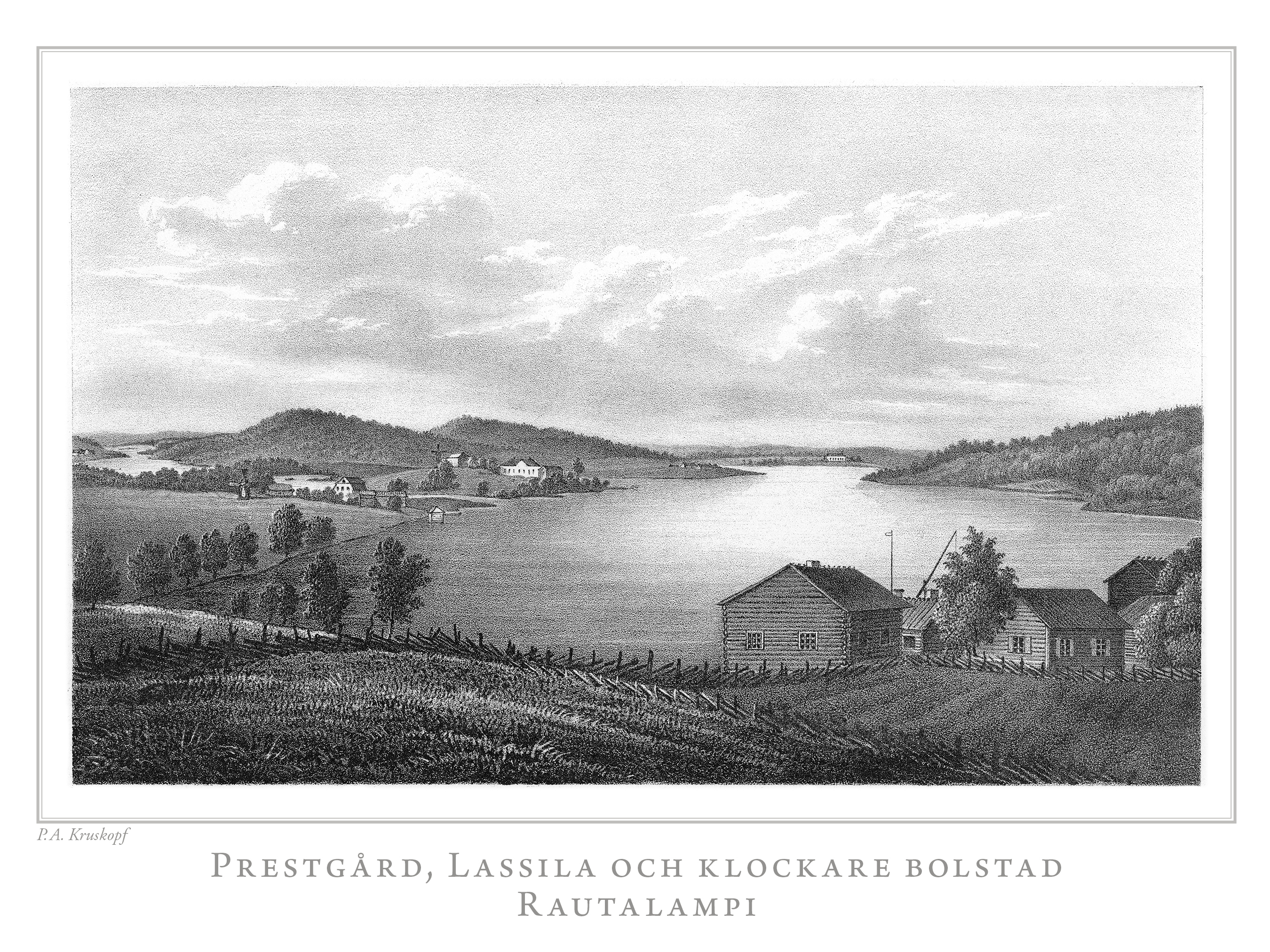
Rautalampi dargestellt in Finland framstäldt i teckningar, veröffentlicht 1845–1852

Rautalampi ist eine finnische Gemeinde in der Landschaft Nordsavo.

## Ortschaften
Die Gemeinde umfasst die Orte Haapamäki, Hanhitaipale, Hankamäki, Horontaipale, Ihalainen, Kerkonjoensuu, Koipiniemi, Kuuslahti, Rautalampi, Sonkarinsaari, Toholahti und Vaajasalmi.

## Politik

### Gemeinderat
Dominierende politische Kraft in Rautalampi ist die bäuerlich-liberale Zentrumspartei. Sie erreichte bei der Kommunalwahl 2017 über 40 % der Stimmen und 9 der 21 Sitze im Gemeinderat. Dahinter folgen die rechtspopulistischen Wahren Finnen und die die Sozialdemokraten mit drei Sitzen. Ebenfalls im Gemeinderat vertreten sind die konservative Nationale Sammlungspartei und das Linksbündnis mit je zwei Abgeordneten sowie die Christdemokraten und die Wählervereinigung 3D-ryhmän yhteislista mit je einem Vertreter.
| Partei                     | Wahlergebnis 2017 | Sitze  |
| -------------------------- | ----------------- | ------ |
| Finnische Zentrumspartei   | 40,6 % (−2,5)     | 9 (−1) |
| Sozialdemokraten           | 15,0 % (+1,8)     | 3 (±0) |
| Wahre Finnen               | 13,1 % (−3,7)     | 3 (−1) |
| Nationale Sammlungspartei  | 11,4 % (+3,3)     | 2 (+1) |
| Linksbündnis               | 9,8 % (+1,9)      | 2 (+1) |
| Finnische Christdemokraten | 5,1 % (+0,8)      | 1 (±0) |
| 3D-ryhmän yhteislista      | 4,9 % (+4,9)      | 1 (+1) |

### Gemeindepartnerschaften
Rautalampi unterhält folgende Gemeindepartnerschaften:
- Aizkraukle (Lettland)
- Grue (Norwegen), seit 1950
- Torsby (Schweden), seit 1977
- Prioneschsk (Russland), seit 1989
- Paistu (Estland), seit 1992

## Persönlichkeiten
- Otto Nyberg (1825–1879), Oberstleutnant der Kaiserlich Russischen Armee und Gouverneur des Gouvernements Oulu (Uleaborg)
- Sisko Hanhijoki (* 1962), Sprinterin